# La Serena (Badajoz)
La Serena és una comarca estepària d'Extremadura a l'est de la província de Badajoz. El cap comarcal és Castuera. Dedicada principalment al pasturatge n'és típic el formatge de La Serena. La comarca és integrada pels municipis de Benquerencia de la Serena, Campanario, Capilla, Castuera, Cabeza del Buey, Esparragosa de la Serena, Higuera de la Serena, La Coronada, La Haba, Magacela, Malpartida de la Serena, Monterrubio de la Serena, Orellana la Vieja, Peñalsordo, Quintana de la Serena, Valle de la Serena, Villanueva de la Serena, Zalamea de la Serena i Zarza-Capilla.